# Colonia Lázaro Cárdenas, Noria de Ángeles
Colonia Lázaro Cárdenas är en ort i Mexiko.   Den ligger i kommunen Noria de Ángeles och delstaten Zacatecas, i den centrala delen av landet, 400 km nordväst om huvudstaden Mexico City. Colonia Lázaro Cárdenas ligger 2 074 meter över havet och antalet invånare är 114.
Terrängen runt Colonia Lázaro Cárdenas är platt åt nordväst, men åt sydost är den kuperad. Runt Colonia Lázaro Cárdenas är det ganska glesbefolkat, med 31 invånare per kvadratkilometer. Närmaste större samhälle är Loreto, 18,6 km söder om Colonia Lázaro Cárdenas. Omgivningarna runt Colonia Lázaro Cárdenas är i huvudsak ett öppet busklandskap.